# Claviceps sorghicola
Claviceps sorghicola är en svampart som beskrevs av Tsukib., Shiman. & T. Uematsu 1999. Claviceps sorghicola ingår i släktet Claviceps och familjen Clavicipitaceae.   Inga underarter finns listade i Catalogue of Life.